# Папе, Эдуард
Эдуард Папе (28 февраля 1817, Берлин — 15 апреля 1905, там же) — германский художник-пейзажист, создатель театральных декораций.

## Биография
Родился в семье художника по фарфору. Образование получил в Берлинской академии художеств, где изучал пейзажную живопись у Карла Блехена и Вильгельма Шримера. Затем работал в студии художника-декоратора Иоганна Герста, одновременно учась у него мастерству создания театральных декораций. В 1845 году совершил образовательную поездку в Тироль, Швейцарию и Италию. В 1849—1853 годах участвовал в росписях стен Нового музея в Берлине, в основном занимаясь реконструированием образов античной архитектуры, в первую очередь греческих и римских театров по материалам Фридриха Августа Штюлера. За свои заслуги был в 1853 году назначен королевским профессором и членом Берлинской академии. В 1857 году из-за тяжёлой болезни фактически оставил творчество. Страдал от острого заболевания глаз и умер почти ослепшим.
В жанре станковой живописи начал работать в 1848 году. Первой большой его работой была стенная живопись (ландшафты и архитектурные виды) в римской и нескольких греческих залах берлинского Нового музея. В своих произведениях, мотивом для которых часто выступала природа Швейцарии, гористая часть Баварии и Верхняя Италия, он был, согласно ЭСБЕ, «в крайней степени романтиком, умеющим, однако, подмечать общее поэтическое впечатление, возбуждаемое данной местностью. В особенности хорошо он изображал спокойную воду горных озёр и водопады; колорит его — приятный, нежный, воздушный». Наиболее известные картины: «Гондекский глетчер», «Шаффгаузенский водопад на Рейне» (обе в берлинской национальной галерее), «Вид из Вильнева на Женевское озеро», «Мельница на Юре», «Инта на Лаго-Маджоре», «Химзее», «Лес на Зеелисберге, в Швейцарии».